# Château de Chaumont-sur-Loire
Pour les articles homonymes, voir Château de Chaumont.
Le château de Chaumont-sur-Loire se trouve en Loir-et-Cher, sur les bords de la Loire, entre Amboise et Blois, en France. Il fait l’objet de classements au titre des monuments historiques par la liste de 1840, ainsi qu'en 1937 et 1955.
Il accueille chaque année, dans ses jardins, le Festival International des Jardins de Chaumont-sur-Loire.

## Histoire
Au Xe siècle, Eudes Ier, comte de Blois, fait construire une forteresse pour protéger la ville de Blois contre les attaques des comtes d'Anjou. Un batailleur du comte Eudes II, Gilduin de Saumur, surnommé le Diable de Saumur, combat le comte d'Anjou Foulques Nerra et reçoit en récompense le château de Chaumont. Sa petite-nièce, Denise de Fougères (fille de Frangalo de Fougères selon des généalogies : cf. le site MedLands) ou de Pontlevoy, ayant épousé en 1039 Sulpice Ier d'Amboise, le château passe dans la famille d'Amboise pour cinq siècles.
Louis XI ordonne en 1465 de brûler et de raser Chaumont pour punir Pierre d'Amboise de s'être révolté contre le pouvoir royal lors de la « Ligue du Bien public ». Rentrée en grâce, la famille d'Amboise est autorisée à reconstruire le château. C'est son fils Charles Ier d'Amboise qui l'entreprend de 1469 à 1481 en édifiant notamment l'aile nord, faisant face à la Loire, aujourd'hui disparue, et l'aile ouest, encore existante. La porte d'entrée précédée d'un double pont-levis est enserrée par deux grosses tours rondes, massives, dotées de mâchicoulis et de chemins de ronde. Contrairement à l'usage, le donjon central est abandonné au profit de la tour ouest, dite tour d'Amboise, destinée à planter l'étendard du seigneur des lieux. Des traces dans le mur intérieur de l'aile ouest indique qu'une galerie de charpente desservait les pièces de l'étage depuis la cage d'escalier.

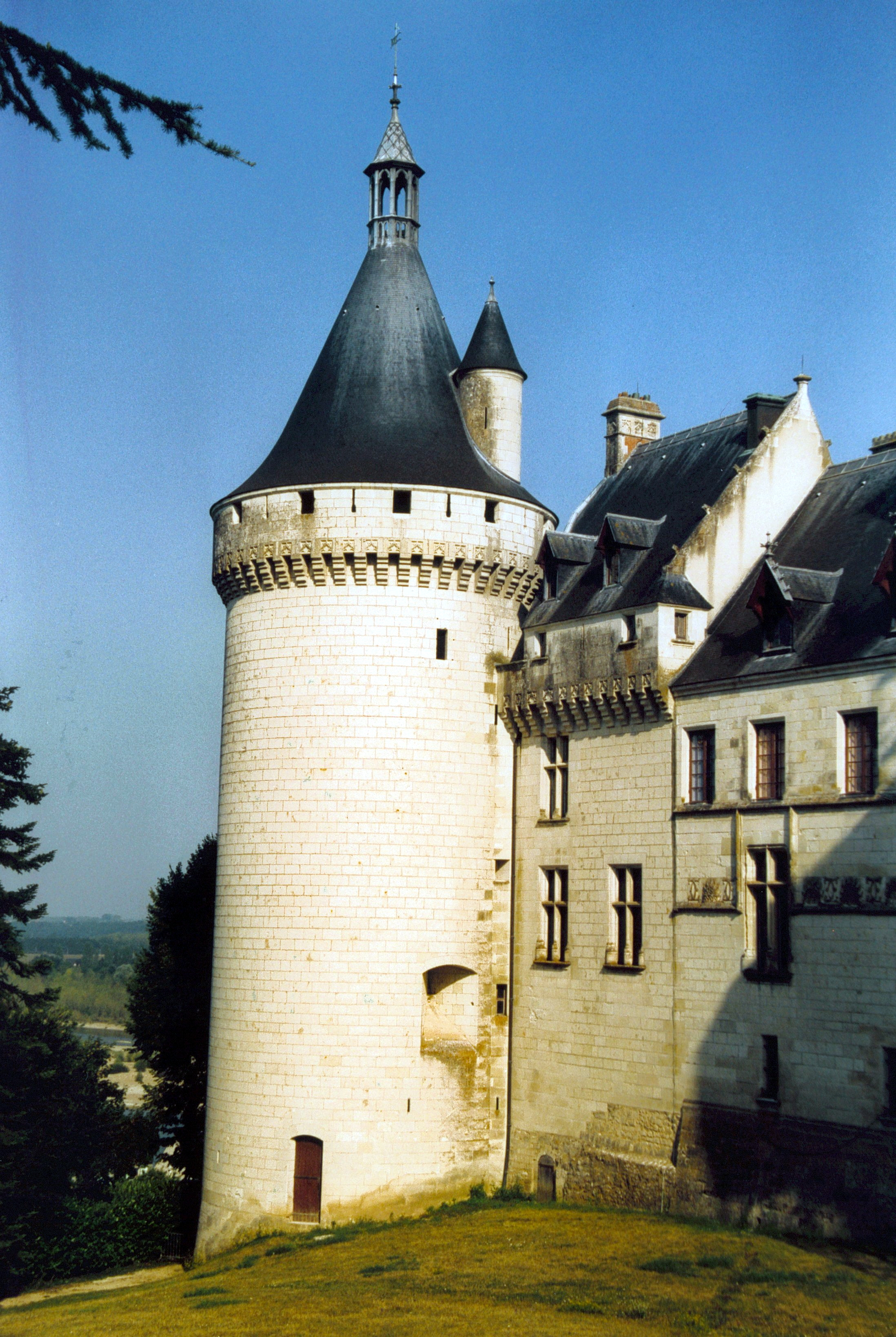
Le château, la tour sud-ouest.

De 1498 à 1510, Charles II de Chaumont d'Amboise, assisté par son oncle, le cardinal Georges d'Amboise, ministre de Louis XII, poursuit la reconstruction dans le style Louis XII déjà marqué par la Renaissance tout en conservant la même allure générale fortifiée. C'est alors que sont élevées les ailes est et nord, qui viennent fermer le quadrilatère.
Le 31 mars 1550, la reine Catherine de Médicis achète le château à la famille d'Amboise pour la somme de cent vingt mille livres.
À la fin de 1559, peu après le décès accidentel d'Henri II, Catherine de Médicis, qui possédait le château depuis 1550, l'échange à sa rivale Diane de Poitiers, maîtresse du défunt roi, contre celui de Chenonceau.
À la mort de Charlotte de La Marck, petite-fille de Diane (1594), le château est hérité par son époux, Henri de La Tour d'Auvergne, duc de Bouillon, qui le revend à un fermier général des gabelles nommé Jean Largentier.
Profitant de l'arrestation de Largentier pour fraude et du droit lignager de sa femme Isabelle de Limeuil, le gentilhomme lucquois Scipion Sardini, devenant baron du lieu, puis ses fils, acquièrent le château et le conservent de 1600 à 1667.
À cette date, le château passe par alliance aux seigneurs de Ruffignac, famille périgourdine.
Le duc de Beauvilliers (devenu duc de Saint-Aignan à la mort de son père) l'achète à cette famille en 1699. Le château retrouve son faste passé et accueille même en 1700 le duc d'Anjou qui cheminait vers l'Espagne pour s'y asseoir sur le trône.
À la mort du duc, une de ses filles en hérite et l'apporte à Louis de Rochechouart, duc de Mortemart, prince de Tonnay-Charente, son époux. Ce dernier, grand joueur, contracte des dettes et doit s'en séparer.
Il est vendu en 1740 à un maître des requêtes ordinaires de Louis XV, Nicolas Bertin de Vaugyen, qui fait certaines modifications, dont l'ouverture sur la Loire, en abattant le corps de logis qui fermait la cour.
En 1750, Chaumont passe à un maître des eaux et forêts, Jacques-Donatien Le Ray, futur intendant des Invalides, qui y fonde une célèbre manufacture de produits céramiques. Benjamin Franklin y séjourne et obtient même de son hôte l'envoi d'un navire chargé de munitions destinées aux indépendantistes américains.
Après sa mort, son fils tente même de fonder, sans succès, une colonie et une ville sur les bords de l'Ohio qui avait été baptisée Chaumont. En 1810, Madame de Stael, exilée, s'installe au château pendant les aventures de monsieur Le Ray, fils, aux États-Unis.

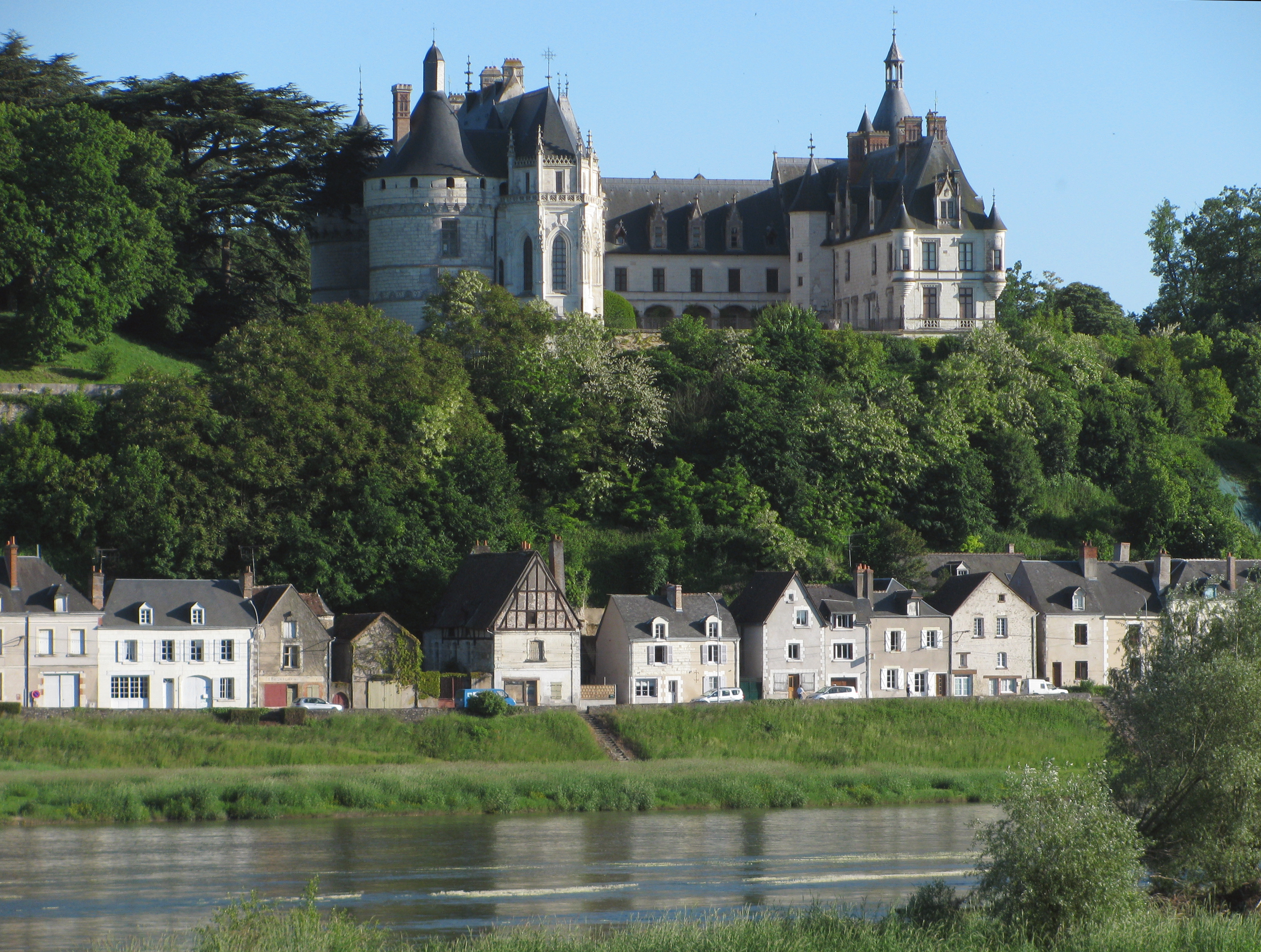
Vue générale du château de Chaumont-sur-Loire.

Monsieur Le Ray avait fait de Chaumont une manufacture, le château devient une ferme après sa cession en 1829 à un certain monsieur d'Etchegoyen.
Des restaurations commencent avec le comte d'Aramon qui l'acquiert en 1834 (mort en 1847) et se poursuivent avec le vicomte Walsh qui épouse sa veuve.
Marie Say en devient propriétaire en 1875 à l'âge de 17 ans. Elle épouse peu après Amédée de Broglie (fils d'Albert de Broglie). Ils font aménager de luxueuses écuries et un parc paysager à l'anglaise.
L'édification en 1877 de ces écuries somptueuses est confiée à l'architecte Paul-Ernest Sanson, également chargé par le prince Henri Amédée de Broglie et son épouse Marie de la restauration complète du château. L'architecte fait le choix d'un ensemble en brique et pierre.
Les écuries de Chaumont sont représentatives de ce que la noblesse fortunée fait construire à la fin du XIXe siècle pour abriter ses chevaux. Elles sont considérées à l'époque comme les plus luxueuses d'Europe, bénéficiant alors d'un éclairage électrique à arc, en même temps que l'Opéra Garnier et l'hôtel de ville de Paris.
Pendant quarante ans, le château connaît une époque fastueuse durant laquelle les Broglie donnent fêtes et réceptions, en menant une vie luxueuse. Le « krach Crosnier » de 1905 amoindrit les revenus du patrimoine de la princesse, puis veuve en 1917 d'Henri Amédée de Broglie, elle se remarie avec le prince Louis-Ferdinand d'Orléans, infant d'Espagne. Cet époux volage et peu scrupuleux achève de dilapider la fortune de la princesse. En 1938, le château de Chaumont est cédé à l'État pour 1 800 000 francs, qui l'affecte au service des Monuments historiques.

## Le château auXXIesiècle

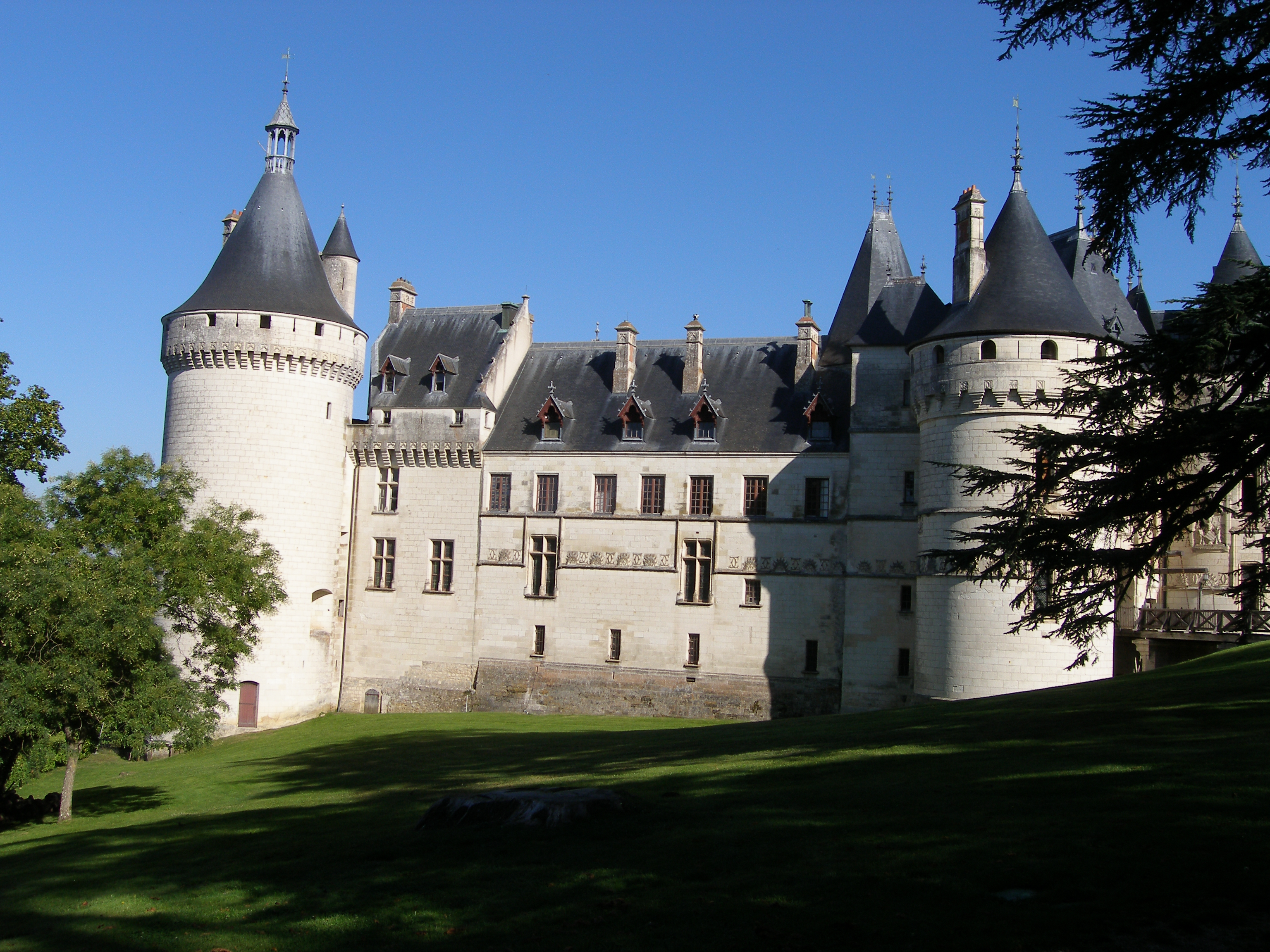
Le château, vue sud.

Le château de Chaumont-sur-Loire accueille chaque année dans ses jardins le Festival International des jardins. Le château et le festival forment le Domaine de Chaumont-sur-Loire, propriété de la région Centre-Val de Loire et leurs programmations culturelles deviennent complémentaires ; le parc bénéficie du label Jardin remarquable.

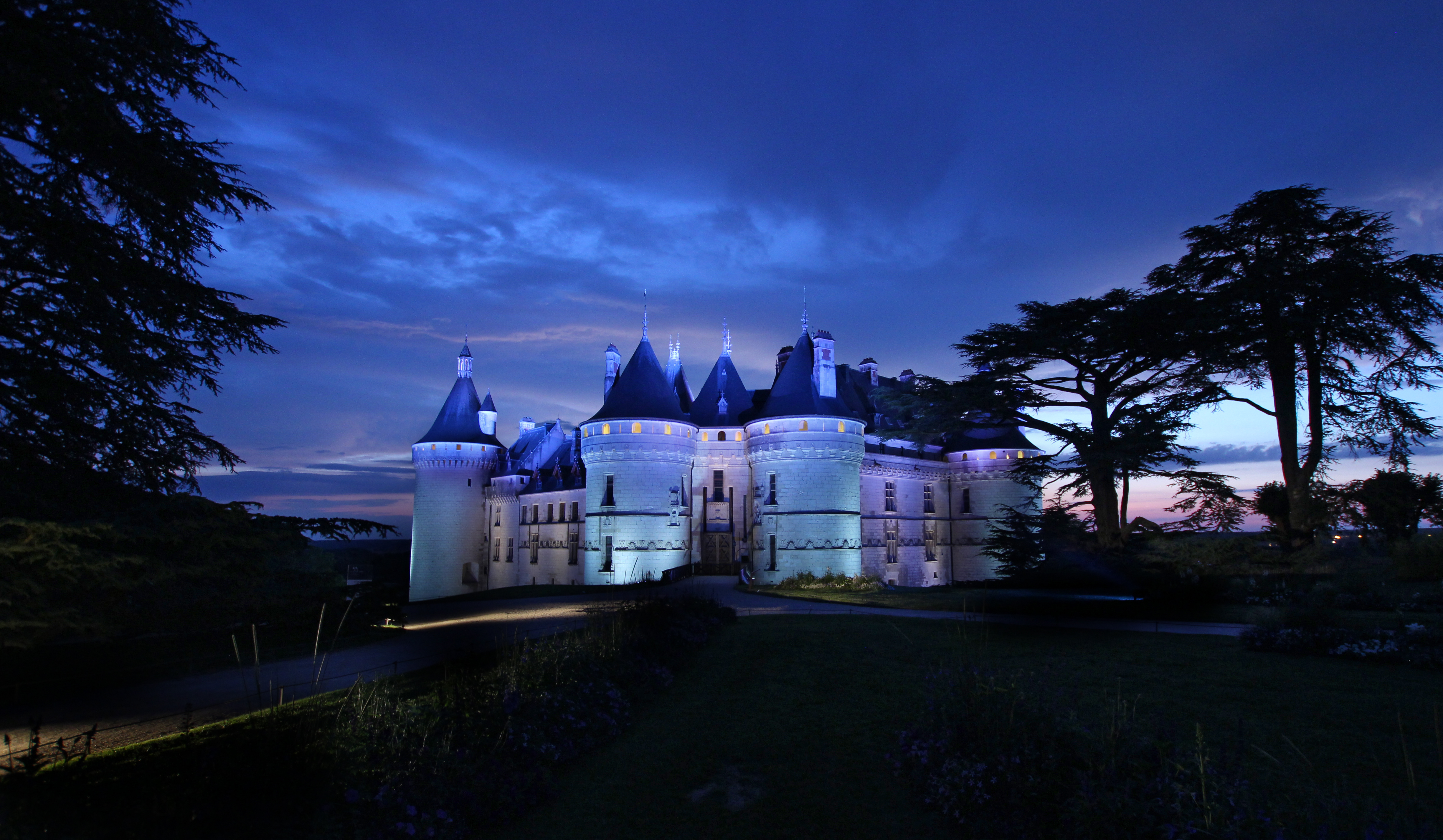
Mise en lumière du château de Chaumont-sur-Loire, premier prix du Concours Lumière 2015.

## Évocations artistiques

### En littérature
Honoré de Balzac, dans son roman Sur Catherine de Médicis (1842), montre Diane de Poitiers recevant le château de Chaumont des mains de Catherine de Médicis, en échange du château de Chenonceau que Diane avait offert à la reine.

## Fréquentation
Le château de Chaumont est le 3e château de la Loire le plus fréquenté en Loir-et-Cher, derrière le château de Chambord et le château de Cheverny, et suivi par le château de Blois.
| Année | Visiteurs | Année | Visiteurs | Année | Visiteurs |
| ----- | --------- | ----- | --------- | ----- | --------- |
| 2009  | 140 138   | 2014  | 168 835   | 2019  | 533 944   |
| 2010  | 136 052   | 2015  | 161 782   | 2020  | 328 920   |
| 2011  | 143 294   | 2016  | 392 387   | 2021  | 574 695   |
| 2012  | 154 719   | 2017  | 427 422   | 2022  | 535 875   |
| 2013  | 151 076   | 2018  | 514 353   | 2023  | 537 938   |

## Photographies

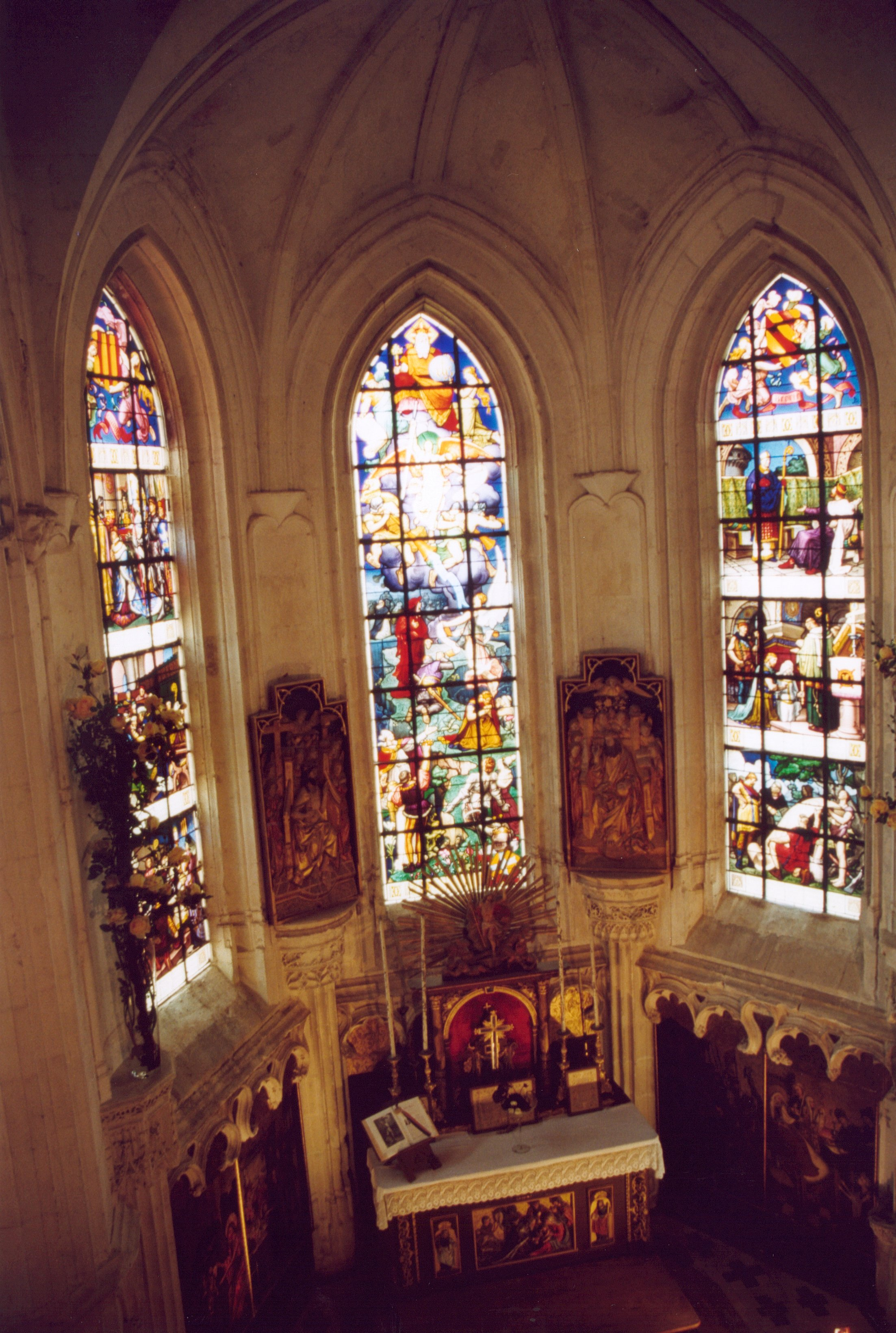
Chapelle.
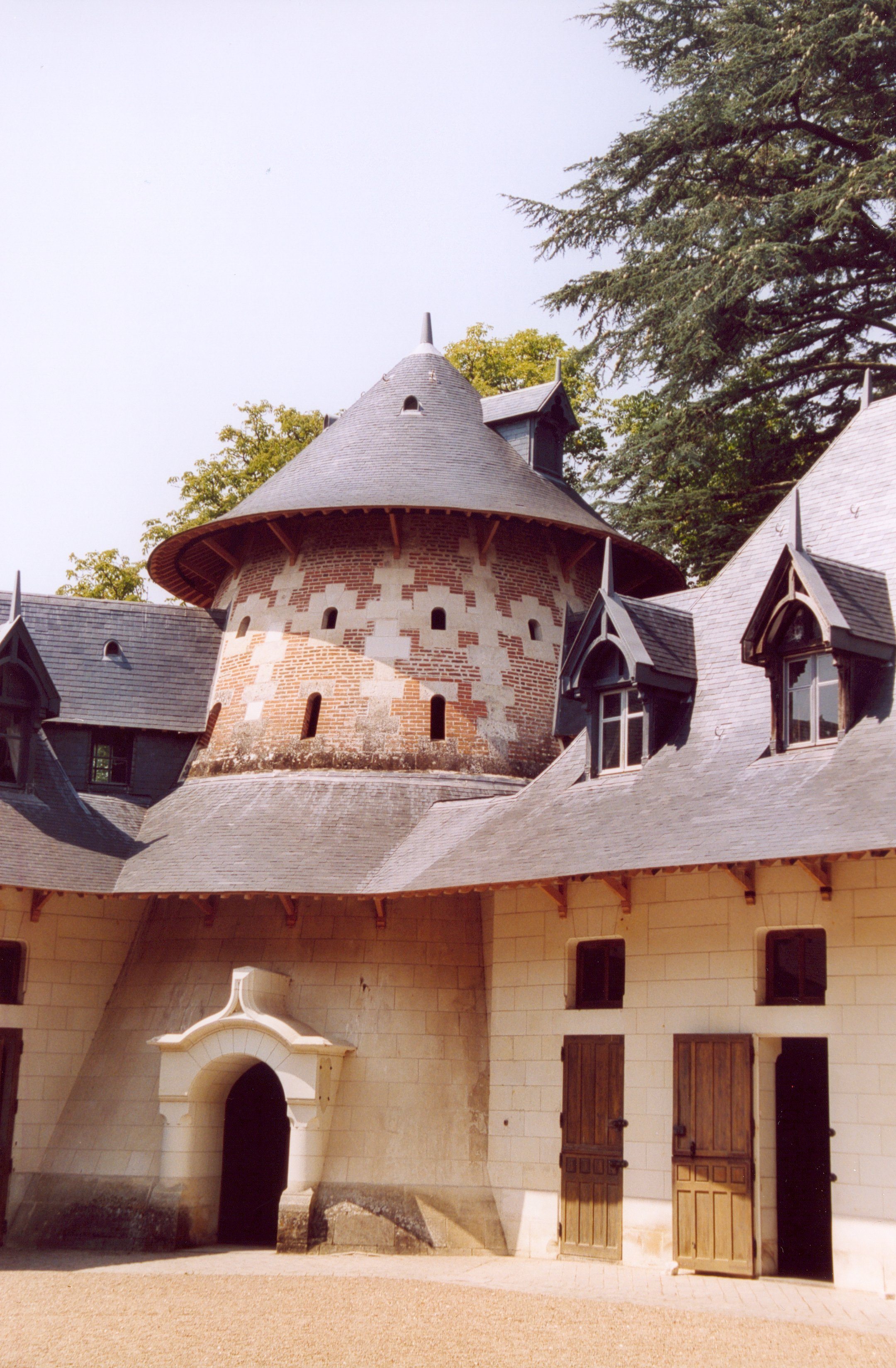
Écuries.
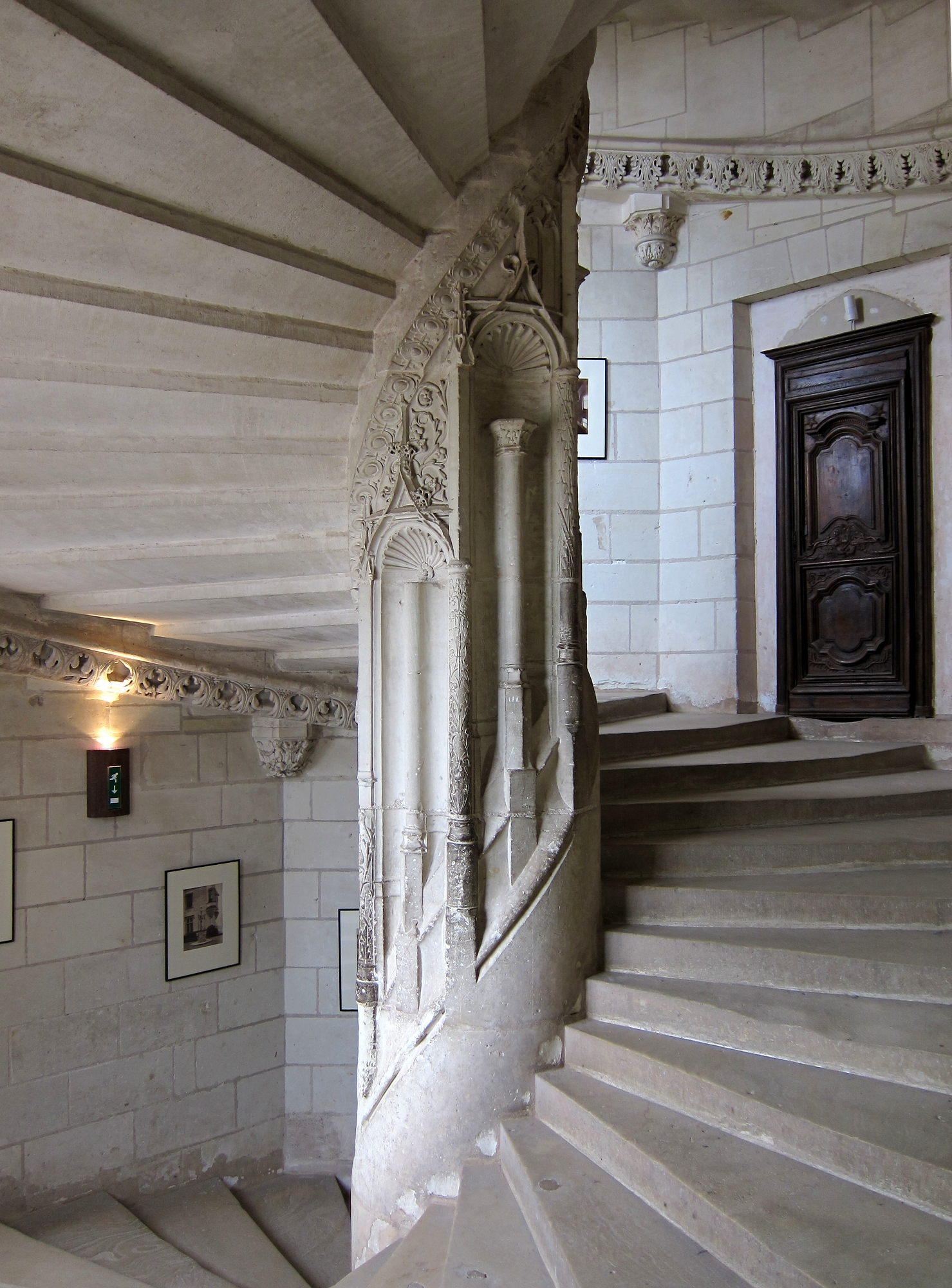
Escalier à vis.
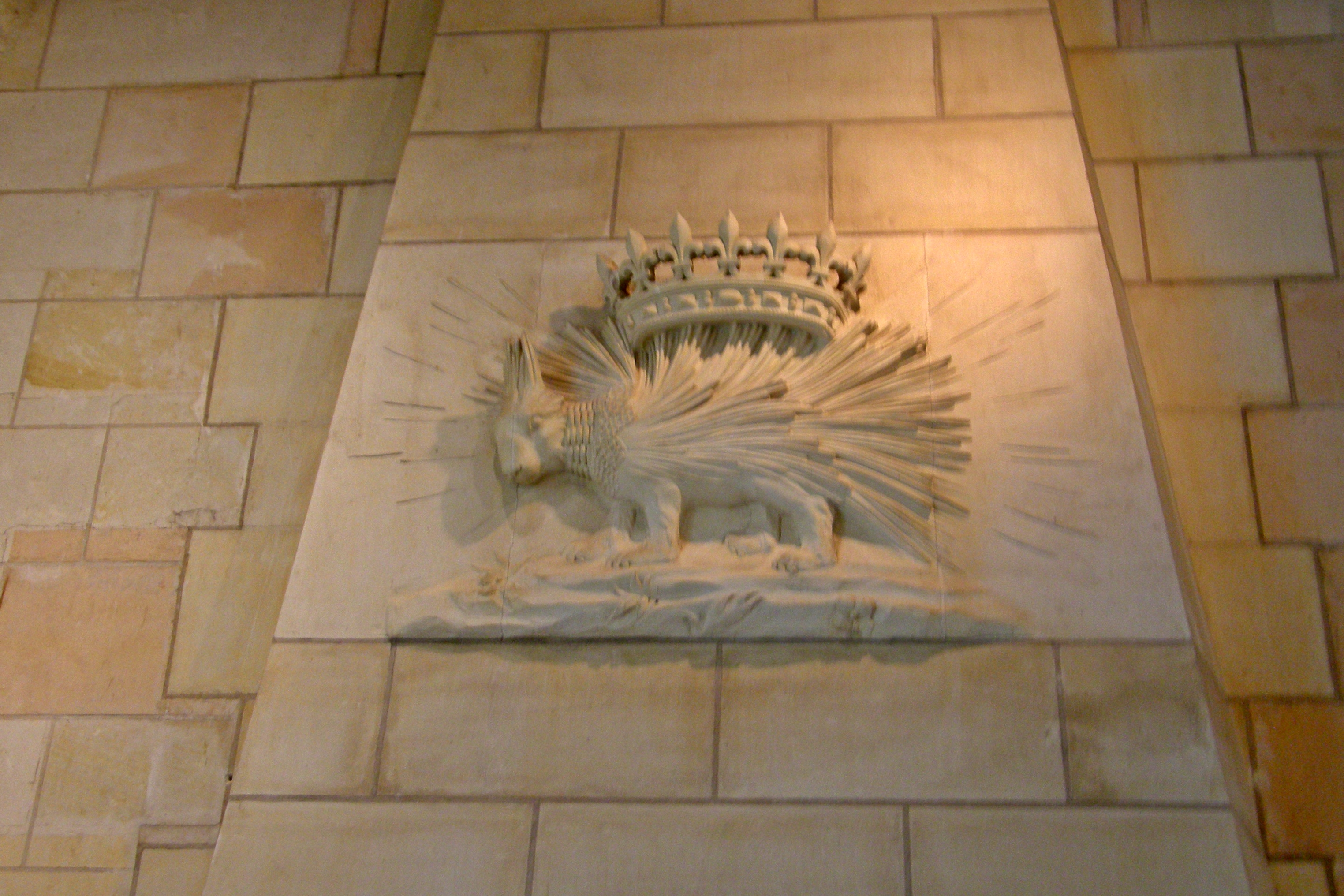
Armoiries de Louis XII.
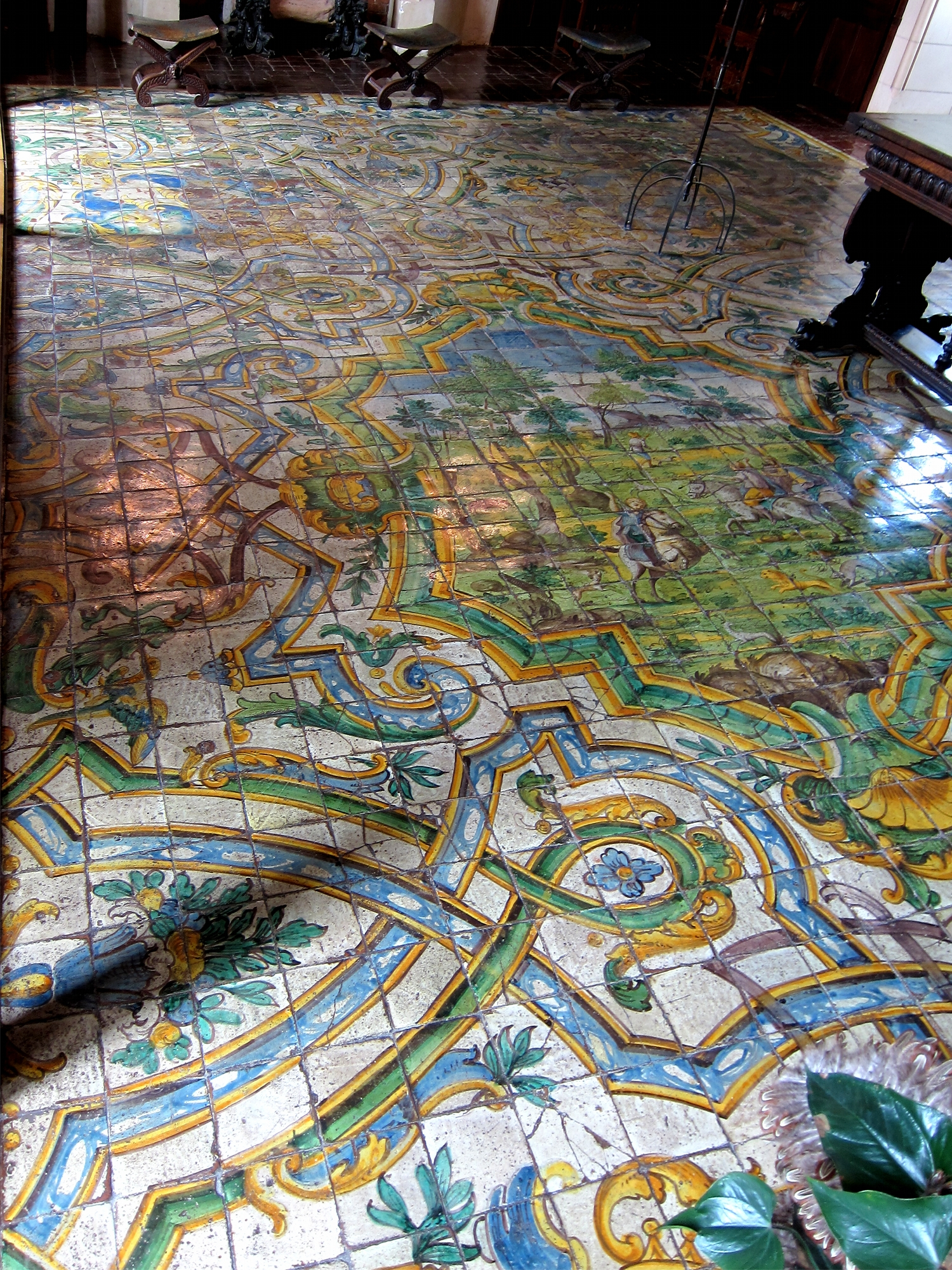
Pavement en majolique sicilienne dans la salle du conseil.
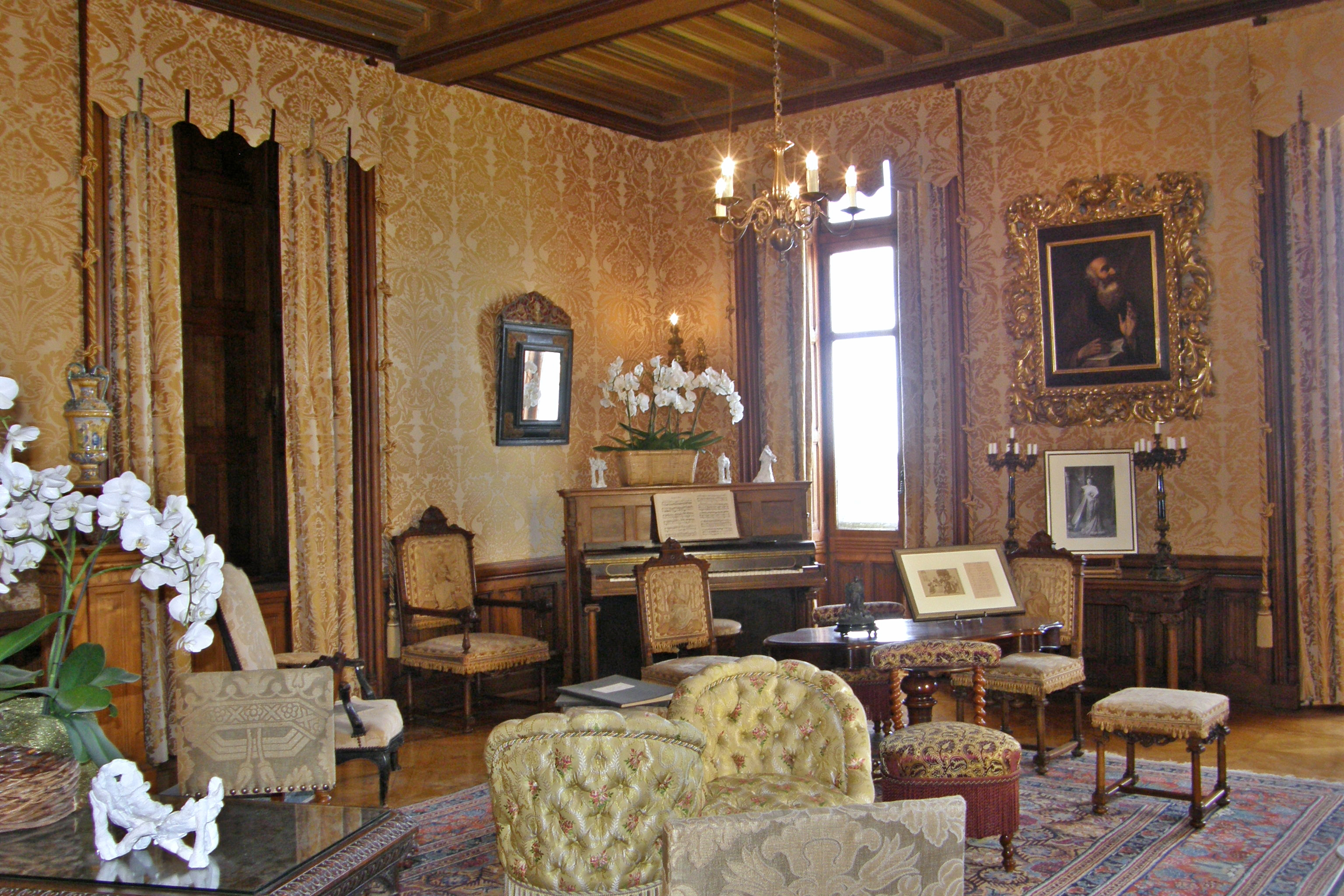
Salon du Prince de Broglie.
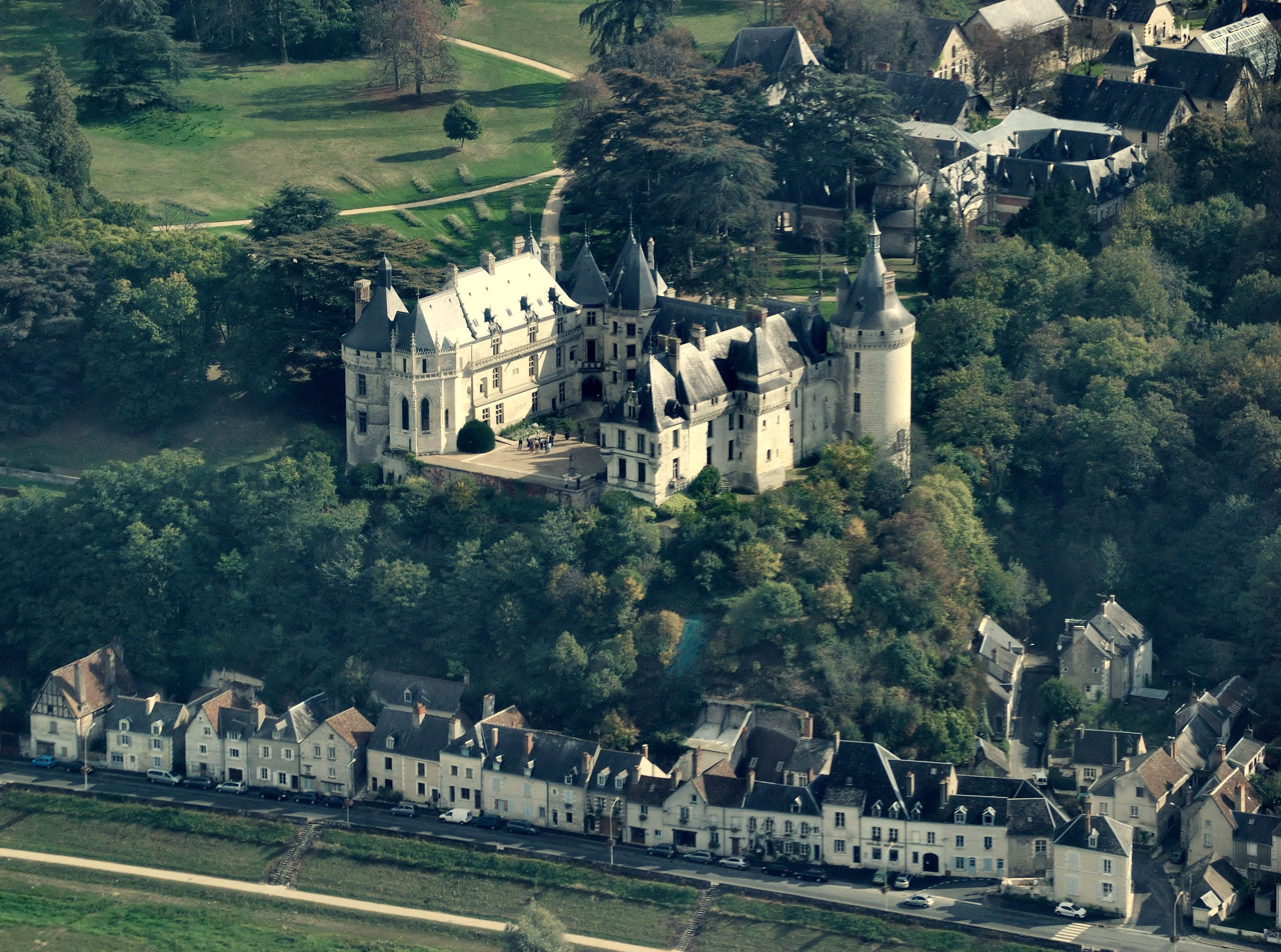
Vue aérienne du château.